# Mérindol-les-Oliviers
Mérindol-les-Oliviers é uma comuna francesa na região administrativa de Auvérnia-Ródano-Alpes, no departamento de Drôme. Estende-se por uma área de 9,23 km². Em 2010 a comuna tinha 232 habitantes (densidade: 25,1 hab./km²).